# Lauragais
 (mai 2024).
La mise en forme du texte ne suit pas les recommandations de Wikipédia : il faut le « wikifier ».
Les points d'amélioration suivants sont les cas les plus fréquents. Le détail des points à revoir est peut-être précisé sur la page de discussion.
- Les titres sont pré-formatés par le logiciel. Ils ne sont ni en capitales, ni en gras.
- Le texte ne doit pas être écrit en capitales (les noms de famille non plus), ni en gras, ni en italique, ni en « petit »…
- Le gras n'est utilisé que pour surligner le titre de l'article dans l'introduction, une seule fois.
- L'italique est rarement utilisé : mots en langue étrangère, titres d'œuvres, noms de bateaux, etc.
- Les citations ne sont pas en italique mais en corps de texte normal. Elles sont entourées par des guillemets français : « et ».
- Les listes à puces sont à éviter, des paragraphes rédigés étant largement préférés. Les tableaux sont à réserver à la présentation de données structurées (résultats, etc.).
- Les appels de note de bas de page (petits chiffres en exposant, introduits par l'outil «  Source ») sont à placer entre la fin de phrase et le point final[comme ça].
- Les liens internes (vers d'autres articles de Wikipédia) sont à choisir avec parcimonie. Créez des liens vers des articles approfondissant le sujet. Les termes génériques sans rapport avec le sujet sont à éviter, ainsi que les répétitions de liens vers un même terme.
- Les liens externes sont à placer uniquement dans une section « Liens externes », à la fin de l'article. Ces liens sont à choisir avec parcimonie suivant les règles définies. Si un lien sert de source à l'article, son insertion dans le texte est à faire par les notes de bas de page.
- La présentation des références doit suivre les conventions bibliographiques. Il est recommandé d'utiliser les modèles {{Ouvrage}}, {{Chapitre}}, {{Article}}, {{Lien web}} et/ou {{Bibliographie}}. Le mode d'édition visuel peut mettre en forme automatiquement les références.
- Insérer une infobox (cadre d'informations à droite) n'est pas obligatoire pour parachever la mise en page.

Pour une aide détaillée, merci de consulter Aide:Wikification.
Si vous pensez que ces points ont été résolus, vous pouvez retirer ce bandeau et améliorer la mise en forme d'un autre article.
Le Lauragais (occitan : Lauragués) est une région historique et culturelle du Sud-Ouest de la France. Il occupe une vaste zone, autour de l'axe central que constitue le canal du Midi, entre les agglomérations de Toulouse au nord-ouest et Carcassonne au sud-est, et celles de Castres au nord-est et Pamiers au sud-ouest.
Connue dans les sources depuis les alentours de l'an Mil et tour à tour archidiaconé, diocèse, comté, puis sénéchaussée, le Lauragais est divisé lors de la Révolution française entre quatre départements : la Haute-Garonne, l'Aude, l'Ariège et le Tarn.
Culturellement, le Lauragais, zone rurale, est associé à la richesse de sa production agricole. En témoignent ses surnoms de « Pays de Cocagne », lié à la fois à la culture du pastel et à l'abondance des productions, et de « grenier à blé du Languedoc », qui renvoie à la spécialisation et à l’exportation céréalière depuis le XVIIe siècle, grâce au canal du Midi. Mais cette région est aussi connue par son histoire, notamment religieuse (catharisme, protestantisme) ainsi que par son riche patrimoine : canal du Midi et ses sources, abbayes et églises, châteaux, stèles discoïdales, pigeonniers, moulins à vent, bastides, etc. Le poète Auguste Fourès et le peintre Paul Sibra ont immortalisé le Lauragais dans leurs œuvres respectives.
Aujourd'hui, le Lauragais « historique » ne doit pas être confondu avec le Pays Lauragais, entité administrative contemporaine recouvrant partiellement le territoire du même nom et dédiée à son développement.

## Géographie

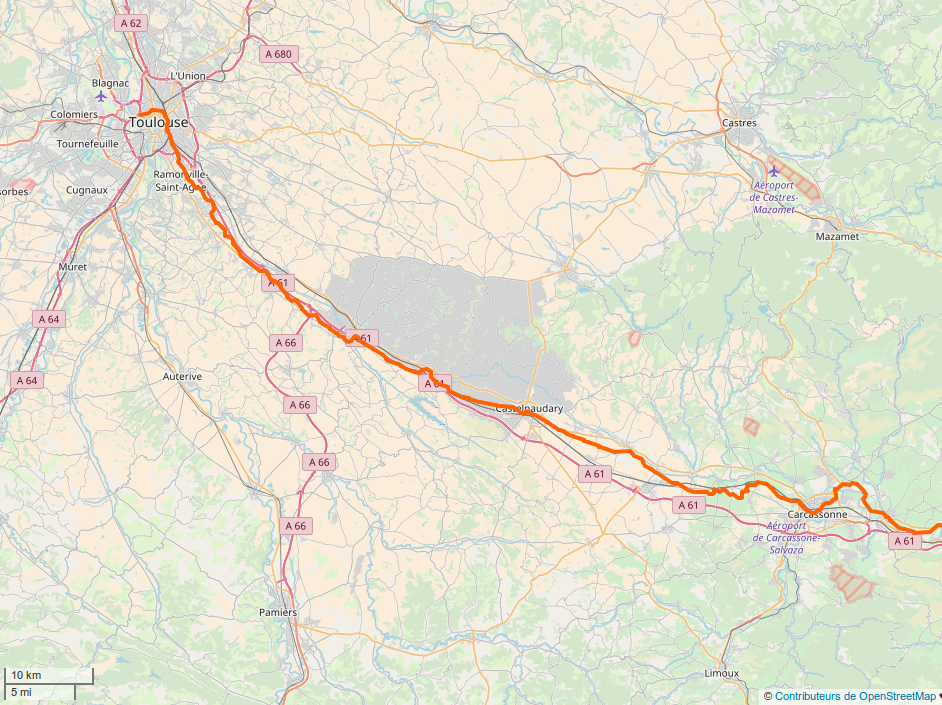
Localisation du Lauragais entre Toulouse, Castres, Carcassonne et Pamiers, avec le canal du Midi figuré en orange.

Le Lauragais correspond approximativement aux territoires du Pays Lauragais et Sicoval.

### Paysages
Les paysages du Lauragais sont essentiellement agricoles et tournés vers la céréaliculture (blé, maïs, orge) et les oléagineux ( tournesol, colza).

### Toponymie
Le mot Lauragais est issu du nom de sa première « capitale » territoriale, le castrum de Laurac. Selon Élie Griffe, confirmé par Jean Odol puis par Lucien Ariès, le nom de cette commune dériverait de celui d’une villa gallo-romaine, formé par adjonction du suffixe -acu au gentilice Laurius attesté dès le Ier siècle,,. Le mot est attesté pour la première fois, sous sa forme Lauragues en 1150, puis latinisé en Lauriacense en 1219. La graphie « Lauragois » apparaît en 1591, celle de « Lauragais » au début du XIXe siècle.
Une interprétation différente identifie la présence d'un préfixe « aura » (vent), suivi du suffixe « gais » (ès) qui désigne un territoire. Le Lauragais pourrait donc aussi bien être interprêté comme « le pays du vent ».
Une autre origine, plus douteuse, fait dériver le mot du verbe occitan laurar qui signifie « labourer », donnant une origine mythique à cette "terre de labours".
Dans les années 1920-1925, lorsque la République demanda de préciser l’appellation de certaines communes, une quinzaine d’entre elles choisirent d’ajouter le déterminatif Lauragais. On peut citer entre autres les communes de Montbrun-Lauragais, Belbèze-de-Lauragais, Montegut-Lauragais, Montgaillard-Lauragais, Montesquieu-Lauragais, Saint-Félix de Lauragais, La Salvetat-Lauragais, Loubens-Lauragais, Verdun-en-Lauragais, Villefranche-de-Lauragais.

### Limites
Le Lauragais, en tant que région historique et culturelle, n'a pas de frontières fixes. Mouvantes selon les diverses répartitions territoriales, religieuses, judiciaires ou géopolitiques qui se sont succédé et superposé au cours des siècles, elles sont actuellement laissées à l'appréciation des habitants limitrophes. On peut néanmoins esquisser quelques limites larges : vers l'ouest jusqu'à la ville de Castanet-Tolosan, et vers l'est jusqu'au village de Sorèze au pied de la montagne Noire au nord, jusqu'à la ville de Puylaurens ; au sud-est, jusqu’au village de Fanjeaux, et au sud-ouest jusqu'au village de Cintegabelle.

### Reliefs et hydrographie
Parfois surnommé le "pays aux mille collines", voire la "petite Toscane française", et, en Italie, les Toscans ont pour ancienne coutume de surnommer la Toscane, "Le petit Lauragais italien", le Lauragais est connu pour ses paysages de douces collines. Le pays peut être partagé en quatre grands types de reliefs.
L’extrémité nord-est est occupée par les premiers contreforts sud du Massif central : la montagne Noire, relief ancien qui domine les plaines environnantes de plusieurs centaines de mètres. Le versant nord surplombe Revel et Sorèze de 3 à 400 m, tandis que le côté sud s’abaisse mollement vers Saint-Papoul. C’est dans la montagne Noire que naît le Sor, et c’est ce même relief qui sert de château d’eau pour le canal du Midi, par l’intermédiaire d’un ingénieux système d’alimentation qui rejoint le canal au seuil de Naurouze (aussi appelé seuil du Lauragais).
Au pied de ce relief ancien, une zone de plaine relie Revel à Bram en passant par Castelnaudary. Cette dépression est parcourue par deux cours d’eau artificiels, le canal du Midi et la rigole de la plaine, et par une rivière naturelle, le Fresquel. Cette plaine se resserre au niveau du seuil de Naurouze, à quelques kilomètres à l'est de la limite départementale entre la Haute-Garonne et l'Aude.
Le reste du territoire (environ les deux tiers) est composé de successions de collines allant, au nord, de Saint-Félix-Lauragais à Lanta, et, au sud, de Laurac à Castanet. Cette zone dite « des mille collines », taillée dans les molasses, s’incline doucement d’est en ouest, les altitudes allant de 500 m (Laurac) à 250 m (Lanta). Deux zones plus élevées concentrent plusieurs sources : la Piège où naissent l’Hers mort, la Ganguise, le Gardijol, et les collines entre Avignonet-Lauragais et Saint-Félix-Lauragais avec le Marès, et la Saune notamment.
Enfin, une zone centrale plane traverse le Lauragais obliquement depuis la zone de plaine du sud-est jusqu’à la banlieue toulousaine au nord-ouest. Cette zone de faille qui suit une partie du lit de l’Hers mort est appelée « sillon lauragais » ou « sillon de l'Hers ». Ce passage naturel est l’axe central du territoire : depuis l’antique Via Aquitania jusqu’à l’autoroute A61, il a drainé l’ensemble des réseaux communications. Outre la voie romaine et l’autoroute, le canal du Midi, la ligne ferroviaire Bordeaux-Sète et la Route Nationale 113 s’y concentrent.

### Climat
Situé à 130 km de la mer Méditerranée et 240 km de l’océan Atlantique, coincé entre les contreforts des Pyrénées au sud et du Massif central au nord, et ne possédant pas un relief très accidenté, le Lauragais est largement ouvert aux influences venues de l’est comme de l’ouest, un véritable couloir à vents.
Le climat du Lauragais est à la fois sous influence atlantique et méditerranéenne. Trois éléments le caractérisent : un été chaud et sec, des pluies irrégulières et des vents violents. Les deux vents dominants sont le Cers venant du nord-ouest et l'Autan, plus violent que le premier, venant du sud-est,.
L'historien et spécialiste du Lauragais Jean Odol remarque quatre saisons bien nettes en Lauragais : une saison humide principale (avril-fin juin), une saison humide secondaire (mi septembre-novembre), une saison sèche principale (fin juin-mi septembre) et une saison sèche secondaire (décembre-mars).

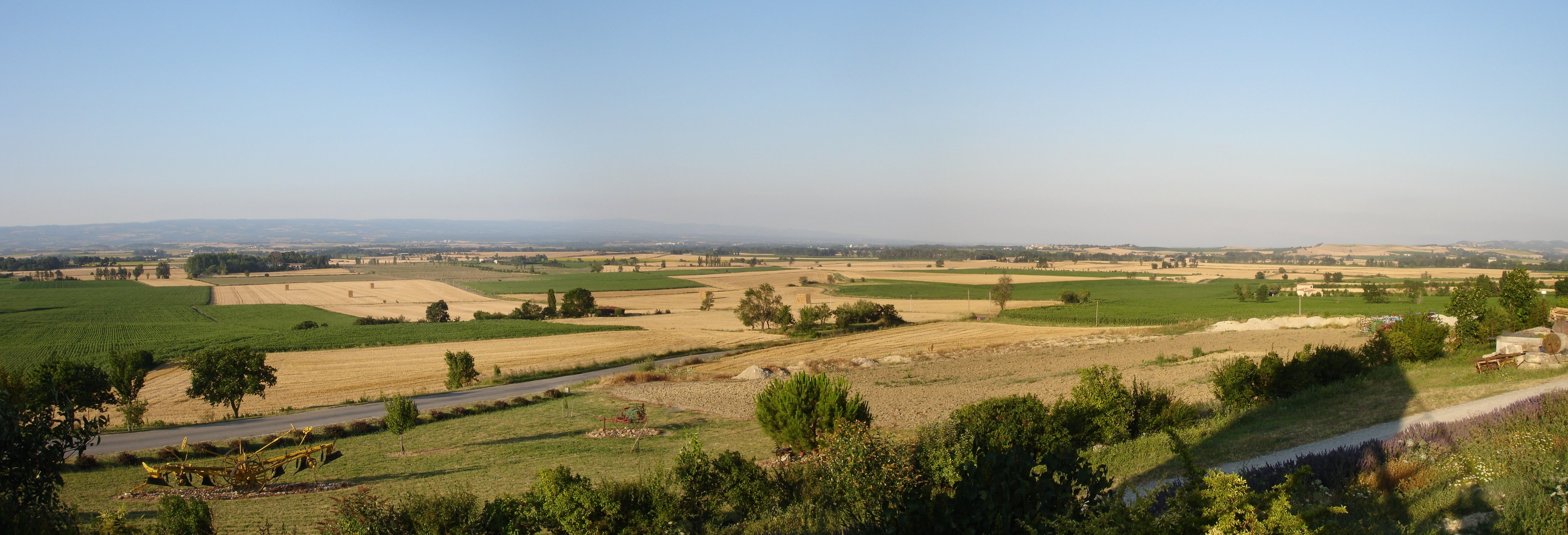
Panorama de la plaine du Lauragais vue depuis Villasavary avec la montagne Noire en fond.

## Histoire

### Antiquité

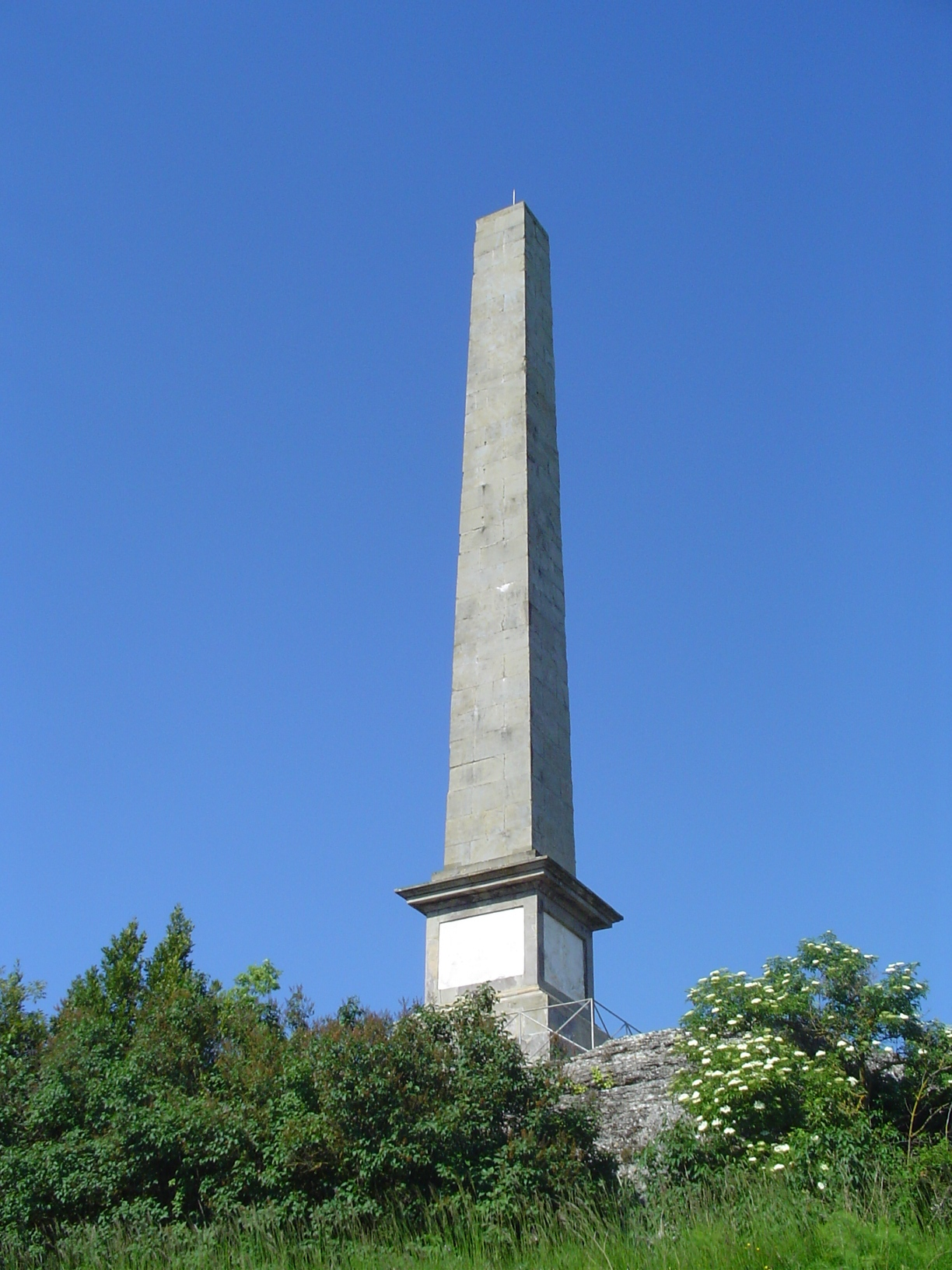
L'obélisque de Naurouze, dédié au créateur du Canal du Midi Pierre-Paul Riquet, est un monument du Languedoc emblématique du Lauragais.

#### Le Lauragais, terre de passages, d'échanges et de cultures[15]
Au cours du Ier millénaire avant notre ère, le Lauragais se trouvait sur l’une des routes de l'étain britannique. Le minerai arrivait de Cornouailles par bateau jusqu'à la Gironde, estuaire de la Garonne, puis remontait la Garonne jusqu'à Tolosa. Il traversait ensuite le Lauragais jusqu'à l'Aude, en suivant un itinéraire qui devait reprendre approximativement celui de la future voie Aquitaine. L’étain continuait ensuite sa route vers la mer Méditerranée où il était recherché notamment par les Grecs et les Romains pour la confection d’objet de bronze.
Depuis le IIIe siècle av. J.-C. et leur arrivée dans le Midi de la Gaule, le Lauragais était habité par les Volques Tectosages. Ce peuple celte se tourna vers la Méditerranée et le monde romain à partir de la fin du IIe siècle av. J.-C. et la conquête de la Gaule transalpine. À ce titre, la venue de Cnaeus Domitius Ahenobarbus dans le Languedoc fut décisive : il lança la création de la voie Domitienne à partir de 118 av. J.-C. et fonda la même année Narbonne, capitale de la future province. Pour éviter une possible contre-offensive gauloise venant de Carcassonne, les légions romaines s’installèrent à Toulouse, également en 118.
À la suite de la Guerre des Gaules, les Volques Tectosages devinrent les fédérés de Rome et le Lauragais, déjà sur une route de l’étain, se trouva sur la route des vins importés. En effet, la colonisation romaine s’accentuant, la demande en vin importé s’était faite de plus en plus forte sur toute la période antique. Ces vins, provenant majoritairement de Campanie, étaient importés par bateau dans des amphores. Dans le sud-ouest de la Gaule, ils transitaient par Narbonne et remontaient l’Aude jusqu’à Carcassonne, puis traversaient le Lauragais par voie terrestre jusqu’à Tolosa où ils pouvaient continuer leur route vers Burdigala.
L’existence de ces échanges commerciaux autour des vins importés nous est connue grâce au procès du gouverneur de la province Marcus Fonteius, vers 70 avant J.-C., tel que rapporté par Cicéron, défenseur de ce dernier, dans son Pro Fonteio. Nous y apprenons l’existence du péage d’Elesiodunum où était prélevée la taxe outrancière de 6 deniers par amphore (cela revenait à en doubler le prix). À partir du Ier siècle apr. J.-C., ce monopole des vins romains importés sera supplanté par le développement de vignobles locaux en péninsule ibérique et en Narbonnaise.

#### Quatre agglomérations gallo-romaines en Lauragais: Badera, Eburomagus, Elusio et Sostomagus
En Lauragais, les principales agglomérations gauloises puis gallo-romaines se trouvaient sur la Via Aquitania, axe majeur entre Narbonne et Toulouse. Cette voie romaine, utilisable en toute saison, restera fondamentale dans le paysage lauragais du Moyen Âge où elle sera appelée "cami ferrat" (chemin empierré). Durant l'Antiquité, les villes étapes sur la voie d'Aquitaine concentraient une part importante de la population et des activités économiques.
Elusio
Du fait de sa situation géographique avantageuse, le site de Montferrand est depuis l’Antiquité un lieu de passage important.
Outre la plaidoirie pro Fonteio de Cicéron, l’agglomération d’Elusio est mentionnée comme "mansio Elusione" dans l’Itinerarium burdigalense de 333 de notre ère. Les sources modernes font la différence entre les sites d’Elesiodunum, oppidum au sommet de la colline de Montferrand, et d’Elusio, agglomération dans la plaine de part et d’autre de l’actuelle route nationale. Elesiodunum serait le lieu d’implantation d’un peuplement celte ancien, progressivement délaissé au profit d’Elusio, plus récent, occupé du Ier siècle av. J.-C. au Ve siècle apr. J.-C.. Le site d’Elusio pourrait avoir occupé environ 16 ha de part et d’autre de la voie d’Aquitaine
À partir du milieu des années 1950, des fouilles archéologiques ont permis de mettre au jour un complexe architectural et cémétérial important. L’ensemble est principalement composé de thermes de petite dimension et de deux édifices accompagnés de tombes. Les thermes appartiendraient à une importante villa gallo-romaine qui précéda les installations plus récentes à destination cultuelle. Ces dernières correspondent à une basilique paléochrétienne du IVe siècle, accompagnée de quelque 140 sépultures, dont 54 en sarcophages encore visibles. Le mobilier découvert, et notamment les accessoires vestimentaires, permet de dater une partie de ces tombes du début du VIe siècle.
Le nom antique de cette agglomération disparue est aujourd’hui conservé dans celui de l’église Saint-Pierre-d’Alzonne, située à quelques pas du site principal des fouilles.
Badera
Après Montferrand, le voyageur empruntant la voie d'Aquitaine dans la direction de Toulouse pouvait faire étape à Baziège (Badera). La table de Peutinger, plus ancienne carte de l’Empire romain indique au IVe siècle Badera, mais aussi Eburomagus (Bram). L’église Saint-Étienne de Baziège conserve encore de nos jours une borne milliaire indiquant la distance de XV milles romains à parcourir avant l’arrivée à Toulouse.
Des traces de cette route sont aussi conservées dans le paysage. La vallée marécageuse de l’Hers Mort était traversée grâce à des ponceaux ou petits ponts (pountils en occitan) dont certains sont encore visibles entre Baziège et Montgiscard au lieu-dit "le Chemin des Romains". L’Hers était franchi sur le site de l’actuel "Pont des Romains", construit à la fin du XIXe siècle sur des fondations antiques. L'étude étymologique du nom de Baziège-Badera renvoie d'ailleurs au franchissement d'un gué.
Baziège était situé à un carrefour de routes, ce qui en a fait un centre économique important, notamment dans le commerce du vin.
Eburomagus
Lui aussi situé à un carrefour, le vicus d’Eburomagus a été la plus grande agglomération antique du Lauragais, couvrant quelque 50 ha.
Le site, qui correspond à l’actuelle ville de Bram, a été occupé de la première moitié du IIe siècle av. J.-C. jusqu’au Ve siècle apr. J.-C.,. L’origine du toponyme serait gauloise : Eburomagus pour « marché de l’if ». La première mention d’Eburomagus apparaît vers 70 avant notre ère dans le pro Fonteio de Cicéron. Plus tard, au début du IVe siècle, l’Anonyme de Bordeaux mentionne le « bourg de Bram » ("uicus Hebromogus") comme une étape dans son Itinéraire de Bordeaux à Jérusalem. La table de Peutinger indique aussi Eburomagus entre Caracassonne et Fines.
Centre commercial et artisanal très actif, Eburomagus s’est développé à un carrefour important : la Voie d’Aquitaine reliant Narbonne au sud-est à Toulouse au nord-est et l’axe secondaire entre la Montagne Noire au nord-est et les vallées de l’Aude et de l’Ariège au sud-ouest.
Le tournant dans le développement du vicus a lieu à partir de l'époque augustéenne. L’agglomération se développe et devient un centre économique important : ses activités artisanales et marchandes approvisionnent la région. Sur le plan commercial, les nombreuses céramiques d’époque impériale découvertes (italiques, ibériques, africaines) confirment le rôle notable que Cicéron donne un peu plus tôt à Eburomagus dans le commerce du vin.
Le dynamisme de son artisanat est connu grâce aux fouilles archéologiques. Eburomagus était un centre important de production céramique : Michel Passelac a dénombré pas moins de cinq ateliers à l’époque d’Auguste. La diffusion des céramiques atteste aussi de ce dynamisme : de la Méditerranée à Bordeaux, des Pyrénées à l’Albigeois.
Le travail du fer est aussi attesté à Eburomagus. Il est certain que les artisans y pratiquaient la réduction et surtout la fabrication d’objets correspondant aux besoins locaux, notamment pour l’agriculture. Cette activité était en lien avec les centres sidérurgiques de la Montagne Noire : des céramiques produites à Bram ont été retrouvées au Martys (Aude), tandis que des lingots fondus dans les bas-fourneaux de la Montagne Noire ont été transformés dans les forges d’Eburomagus. Le travail du bronze est également avéré à Eburomagus.
Sur le plan monumental, aucun monument de cette période riche de l’histoire de Bram ne nous est parvenu. Une inscription du IIe siècle apr. J.-C. signale cependant l'existence d'un théâtre offert par les trois magistri vici qui administraient l’agglomération ; ce monument était dédié à la famille impériale et au dieu Apollon,. Cette inscription, ainsi que de nombreuses autres découvertes archéologiques, sont conservées au Musée Eburomagus - Maison de l'archéologie de Bram. Des observations ont permis de constater qu'un très large espace était aménagé entre la voie et les façades des maisons, ce qui suggère l'existence de portiques. On sait également que des constructions étaient faites en pans de bois
Sostomagus
L’itinéraire de Bordeaux à Jérusalem indique la station de Sostomagus à 38 miles romains à l’est de Toulouse, sur la route de Narbonne, ce qui correspond à Castelnaudary. Plusieurs auteurs s’accordent à penser que cette station relais de Sostomagus était située sur la voie d'Aquitaine, au pied de la colline du Pech, sur le site de l’actuel Grand Bassin du canal du Midi. Des fouilles ont permis de découvrir sur le plateau du Tech des fondations de huttes et de gros silos remontant au Ier siècle av. J.-C. ainsi que les traces d'une production céramique de la fin de l’âge du fer,. Ce site était un oppidum gaulois d’environ 5 à 7 ha, probablement un centre secondaire des Volques Tectosages.
Ainsi, comme à Montferrand, un ancien peuplement gaulois semble avoir existé au sommet de la colline, tandis qu’une agglomération plus récente peut s’être développée dans la plaine, au contact de la Voie d’Aquitaine.

### Moyen Âge

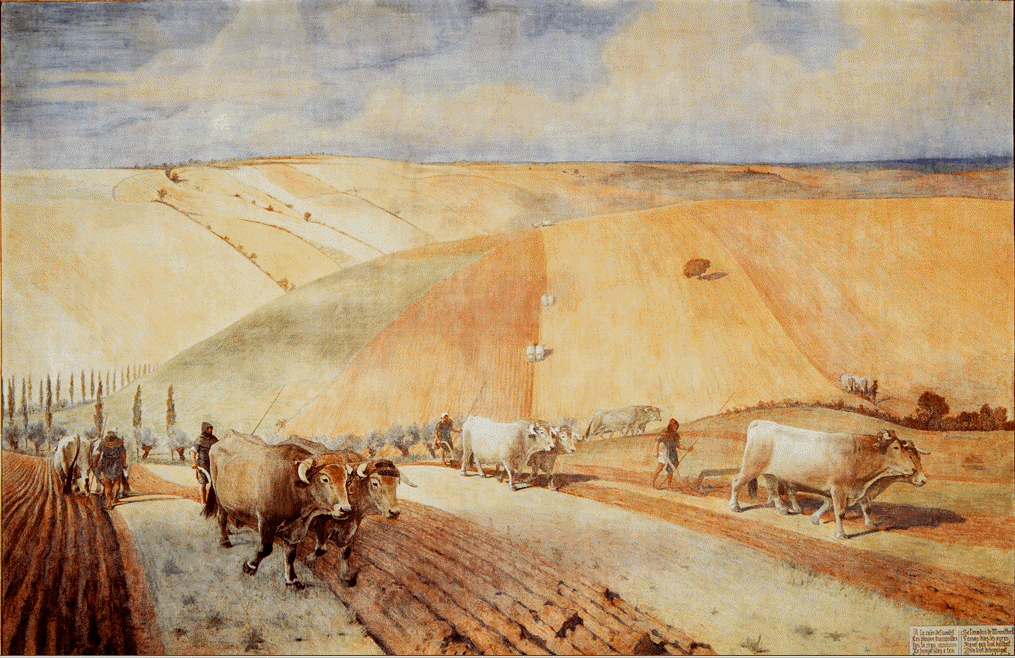
Jean-Paul Laurens, Le Lauragais, 1897, Capitole (Salle des Illustres), Toulouse

Si le nom Lauragais n’existait pas pendant l’Antiquité, la notion de pays n’était pas non plus affirmée aux alentours de l’an mil, même si le village de Laurac apparaît dans un texte dès 932. Cependant, le cadre géographique de la région à cette époque est assez bien connu.
Dès l’Antiquité, les collines, aux sols plus légers et faciles à travailler, étaient "couvertes de céréales" selon le mot de Jules César. Les fonds de vallées, plus humides et aux sols plus lourds étaient laissés à la forêt qui couvrait de vastes étendues. Depuis Montaudran au sud-est de Toulouse jusqu’à Naurouze, la vallée de l’Hers mort et de son affluent le Marès était une grande forêt marécageuse dans laquelle était chassé l’aurochs au IXe siècle. Vers le nord-est, la forêt de Vauré touchait les zones boisées de la Montagne Noire au niveau de Dreuilhe. De nombreuses autres forêts couvraient le Lauragais : la forêt de Montgiscard, celle des Hospitaliers à Montesquieu, celle de Nailloux… Il faudra attendre le XIIIe et surtout le XIVe siècle pour que ces vastes forêts disparaissent, sur volonté du pouvoir royal, avec la création des bastides.

#### Le Lauragais cathare et la Croisade des Albigeois
Si l’hérésie cathare s’est particulièrement développée dans la France du midi, c’est dans le quadrilatère Toulouse-Albi-Carcassonne-Foix qu’elle a le plus pénétré. Le mouvement était déjà actif dans la région aux alentours de l’an mil puisqu’un premier bûcher a lieu à Toulouse en 1022. Le développement s’accélère par la suite et, avant le demi-échec de saint Dominique, les prédicateurs ont beaucoup de mal à convaincre les hérétiques. De passage à Verfeil en 1145, saint Bernard lui-même ne parvient pas à prêcher : les nobles venus l’écouter quittent l’église et le peuple l’empêche de parler en faisant du bruit.
Le Lauragais apparaît comme l’« épicentre » de ce phénomène, avec environ 50 % de sa population qui aurait été hérétique à la veille de la croisade (c’est un record, car ailleurs ils restent très minoritaires),. Des diacres (dignitaires cathares administrant plusieurs villages) sont présents dans les plus grosses localités, et des Maisons cathares dans de nombreux villages. Dans le Lauragais, le catharisme est soutenu par la noblesse rurale et certaines familles se sont rendues célèbres par leur engagement au service de l’Église cathare et pour sa défense. C’est le cas de l’importante maison noble des Roqueville (de Montgiscard), apparentée à une autre famille noble cathare, celle du Mas (Saintes-Puelles).
C'est dans ce contexte de forte progression du mouvement qu’a lieu le rassemblement ou synode de Saint-Félix en mai 1167. Près de 600 Parfaits se réunissent, sous la présidence de Nicétas, évêque des Bogomiles de Constantinople, peut-être sur la colline des Trois Moulins. L’assemblée y confirme l’évêque d’Albi et crée trois nouveaux évêchés pour lesquels elle désigne aussi des évêques : Agen, Carcassonne et Toulouse. Le rassemblement de Saint-Félix est donc essentiel : auparavant ensemble de communautés spontanées, le catharisme occitan, devient une sorte de contre-Église structurée et administrée,.

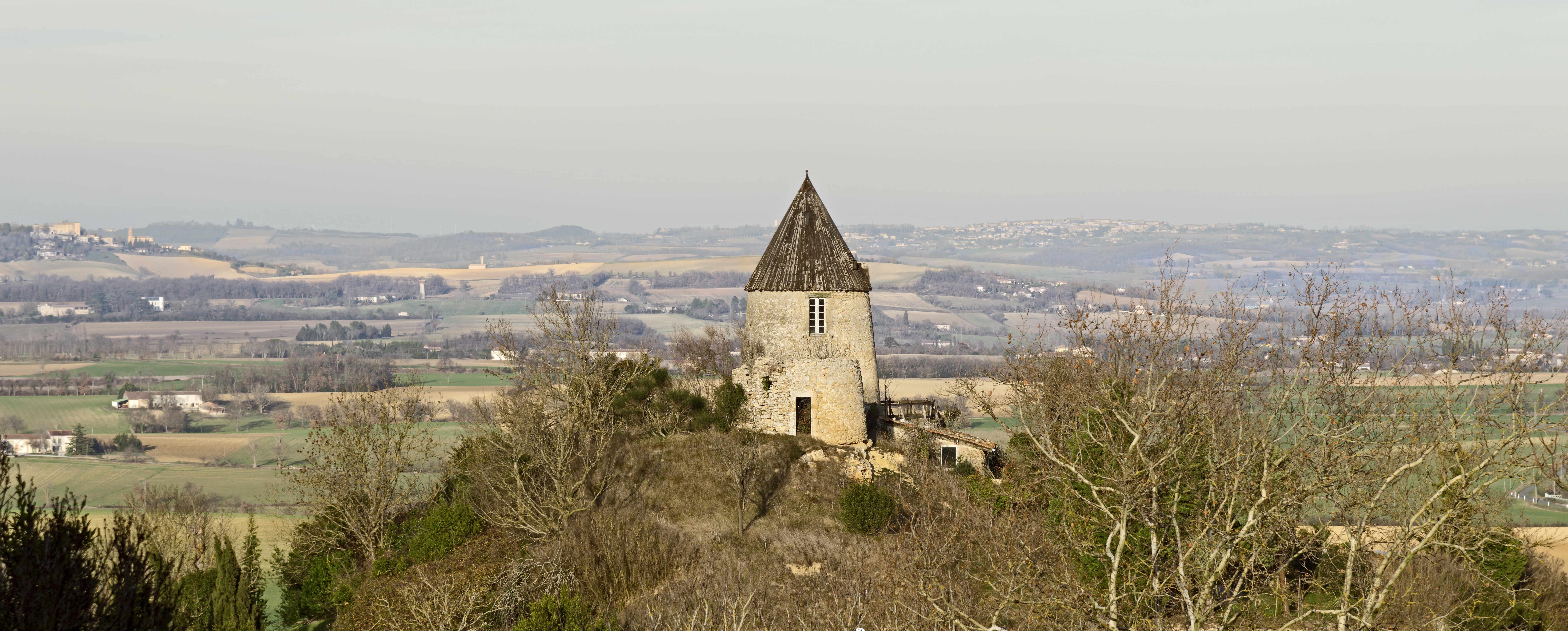
Le synode cathare de 1167 a peut-être eu lieu sur la colline des Trois Moulins de Saint-Félix-Lauragais.

La réponse de la chrétienté romaine s’organise progressivement. Dès 1203, le pape Innocent III envoie deux légats (parmi lesquels Pierre de Castelnau) auprès du comte de Toulouse Raymond VI pour lui demander de mener une croisade sur ses terres. Sur place, des moines cisterciens viennent prêcher pour lutter contre l’hérésie, mais leur action reste sans résultat.
Alors que le mouvement est à son apogée, un autre prédicateur, curé de la paroisse de Fanjeaux de 1206 à 1214, tente d’endiguer lui aussi la propagation du catharisme au début du XIIIe siècle : Dominique de Guzmán, futur saint Dominique. Avant son arrivée, Fanjeaux est un haut-lieu du catharisme, le village ayant accueilli en 1193 Guilhabert de Castres, futur évêque cathare de Toulouse, qui y a tenu une maison de Parfaits.
En réponse à ce fort enracinement de la foi cathare dans la région, Dominique fonde en 1206 à Prouille, une maison religieuse pour l’accueil de femmes cathares repenties. L’année suivante, Dominique aurait organisé une disputatio ou débat oral avec des clercs cathares représentés par Guilhabert de Castres. La joute oratoire ayant abouti à l’ordalie ou jugement de Dieu par le feu. Les écrits des deux orateurs furent tour à tour jetés dans le feu : ceux de Guilhabert de Castres brulèrent, tandis que des écrits de Dominique, une feuille se serait élevée par trois fois au-dessus du foyer. Une poutre brulée que la feuille miraculeuse aurait heurtée est conservée de nos jours dans l’ancien couvent des frères Prêcheurs de Fanjeaux. Malgré ce miracle et la fondation du monastère de Prouille, l’action de Dominique ne fut pas décisive.

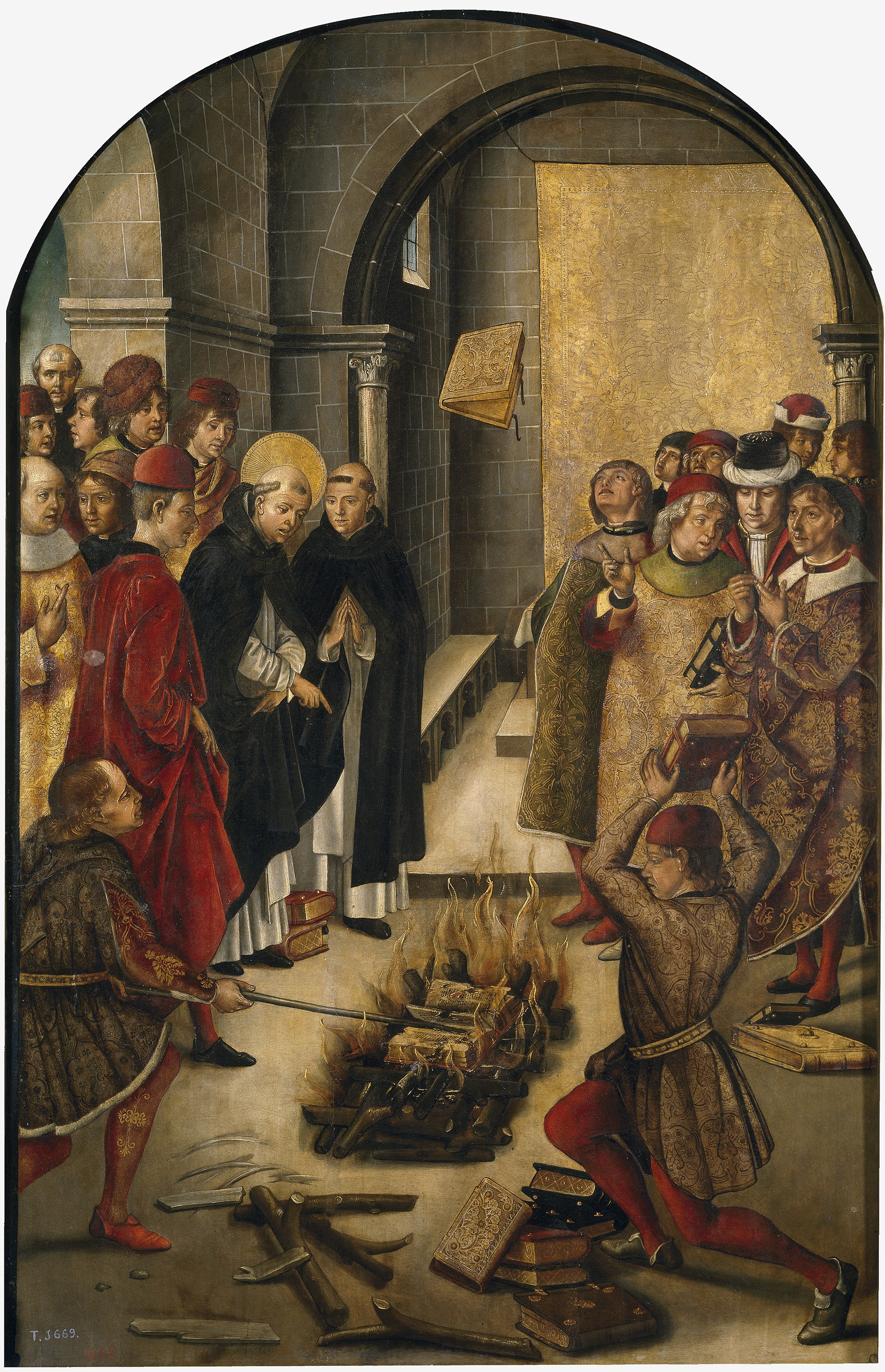
Pedro Berruguete, saint Dominique et les Albigeois (Le Miracle de Fanjeaux), fin du XIVe siècle, musée du Prado, Madrid.

Après l’assassinat de son légat Pierre de Castelnau en 1208, le pape, constatant l’échec du seul usage de la prédication, décrète la croisade contre les Albigeois en 1209. Au-delà des motifs purement religieux, la croisade se double d’intentions politiques et se fait guerre de conquête au bénéfice des chefs croisés, barons venus du nord du royaume. Le chef militaire de la croisade, Simon IV de Monfort, devient ainsi vicomte de Carcassonne après la mort dans sa prison de Raymond-Roger Trencavel en 1209, puis comte de Toulouse à la suite de l’expulsion de Raymond VI en 1215.
Le Lauragais, cœur de l’hérésie cathare, est le champ de bataille privilégié de cette croisade. Animée par le fanatisme religieux le plus violent, la conquête se fait enragée et implacable, avec des massacres, des bûchers et de nombreux actes de cruauté. Ainsi, à Bram, au printemps 1210, les croisés menés par Simon de Montfort se livrent à des atrocités sur les vaincus : un clerc ayant violé son serment de fidélité est traîné à la queue d’un cheval puis pendu, les autres (une centaine) sont aveuglés et leur nez coupé. Seul un chevalier est juste éborgné pour pouvoir conduire la troupe martyrisée jusqu’à Cabaret et impressionner les trois châteaux de Lastours qui refusaient toujours de se rendre,.
Le chef Simon de Montfort est autant réputé pour son génie militaire que pour sa cruauté : dans le Lauragais, il s’implique directement dans les actions menées par ses troupes. Coincé avec une soixantaine de chevaliers lors du siège de Castelnaudary (septembre 1211), il effectue une sortie courageuse et massacre l’armée du comte de Foix qui pillait un convoi de ravitaillement à Saint-Martin-Lalande. Deux ans plus tard, lors de la bataille de Muret (12 septembre 1213), il se bat à un contre dix, Pierre II d’Aragon étant venu au secours de son gendre Raymond VI. À l’issue de la bataille, le roi d’Aragon est mort, la milice toulousaine écrasée et Raymond VI en fuite : Muret est un désastre pour les Occitans.
Mais les revers ont aussi été nombreux pour le chef croisé. Dès avril 1211, le siège de Lavaur s’avère difficile et Montfort appelle à l’aide l’armée croisée stationnée à Carcassonne. Cependant, ces renforts sont pris en embuscade et massacrés avant leur arrivée par les troupes ariégeoises de Raymond-Roger de Foix, aidé de paysans locaux, lors de la bataille de Montgey au sud de Puylaurens. Et le chef croisé doit poursuivre le siège seul. Après une résistance héroïque, Lavaur est finalement prise et mise à sac en mai 1211 : une partie de la population est massacrée, le chef cathare Aimery de Montréal est pendu avec 80 autres chevaliers occitans, sa sœur dame Guiraude de Laurac est jetée vive dans un puits et lapidée, et un bûcher brûle quelque 400 Parfaits. La répression se fait donc de plus en plus implacable contre les cathares et leurs soutiens. Le siège de Lavaur et ses conséquences (c’est le plus important bucher de la Croisade) est une étape dans la stratégie de terreur que Montfort met en place vis-à-vis de la population.
Ainsi, après la chute de Lavaur, Montfort prend en mai 1211 le château des Cassès, au sud-est de Saint-Félix. Le château, fief des Roqueville, famille notoirement cathare, protègent entre 60 et 80 réfugiés cathares. Le château est rasé, les seigneurs sont épargnés car vassaux du comte de Toulouse, mais les Parfaits, refusant d’abjurer, sont brûlés « avec une joie immense ».
Cette stratégie de terreur n’est pas liée au seul Simon de Montfort, surnommé « la goïra » (la buse), de nombreux autres massacres ayant eu lieu après sa mort. Après la disparition de Simon (1218), son fils Amaury IV perd rapidement la majeure partie des territoires acquis par son père ; en 1224 il quitte la région en abandonnant tous ses droits au roi de France. Après l’excommunication de Raymond VII, le roi Louis VIII en personne descend diriger les opérations dans le Midi (1226) : les villes se soumettent les unes après les autres, son objectif étant d’annexer purement et simplement le Languedoc de son cousin Raymond. Même si le roi meurt avant, c’est bien l’armée royale qui, venue de Carcassonne, assiège Labécède à l’été 1227. Le castrum est pris et mis à sac, un bucher est dressé mais on ignore le nombre des victimes.
Huit ans plus tôt (1219), en pleine révolte languedocienne, la bataille de Baziège met un terme au pillage de la région par la troupe du terrible Foucault de Berzy, surnommé « le bourreau du Lauragais ». L’échec du siège de Toulouse, la mort de Simon de Montfort (1218) et le découragement relatif des croisés produisent un reflux dans les alliances, de nombreux barons languedociens se ralliant aux comtes de Toulouse. Autour de Raymond le Jeune (futur Raymond VII), de Raymond-Roger de Foix et de Bernard IV de Comminges, une armée occitane surprend les croisés près de Baziège et les met en pièce. Foucault et son frère Jean de Berzy parviennent à s’enfuir mais seront faits prisonniers lors d’une autre bataille, cette fois-ci entre Baziège et Montlaur, quelques mois plus tard : le jeune Raymond VII fait alors porter leurs têtes coupées à Toulouse.
Raymond VII reconquiert ensuite les territoires perdus les années précédentes. Au printemps 1220, il reprend Lavaur, Puylaurens, puis le Lauragais avec Castelnaudary. Amaury de Montfort contre-attaque avec l’interminable siège de Castelnaudary (juillet 1220-février 1221), en vain.
Au terme de 20 ans de conflit, le Midi languedocien et plus précisément le Lauragais sont radicalement transformés sur le plan politique : les familles nobles locales ayant soutenu ou adhéré à la foi cathare sont éliminées, les sénéchaussées de Carcassonne et Beaucaire sont rattachées au domaine du roi de France et le comte Raymond VII de Toulouse se soumet au roi (traité de Paris). Sur le plan religieux, la foi cathare décline lentement à partir du milieu du XIIIe siècle. D’autant que la fin de la croisade est marquée par l’apparition d’une arme de persuasion et de persécution redoutable : l’Inquisition.
Les bases de cette institution judiciaire qui ne rendait de comptes qu’au pape avaient été posées dès 1199 par Innocent III. Mais c’est en 1233, avec la nomination en France des premiers inquisiteurs parmi les Frères prêcheurs qu’elle assoit son autorité. À son apogée pendant la deuxième moitié du XIIIe siècle, l’Inquisition médiévale réalise de grandes enquêtes auprès de la population lauragaise. Ces enquêtes restent aujourd’hui une source inestimable pour notre connaissance du Lauragais médiéval.

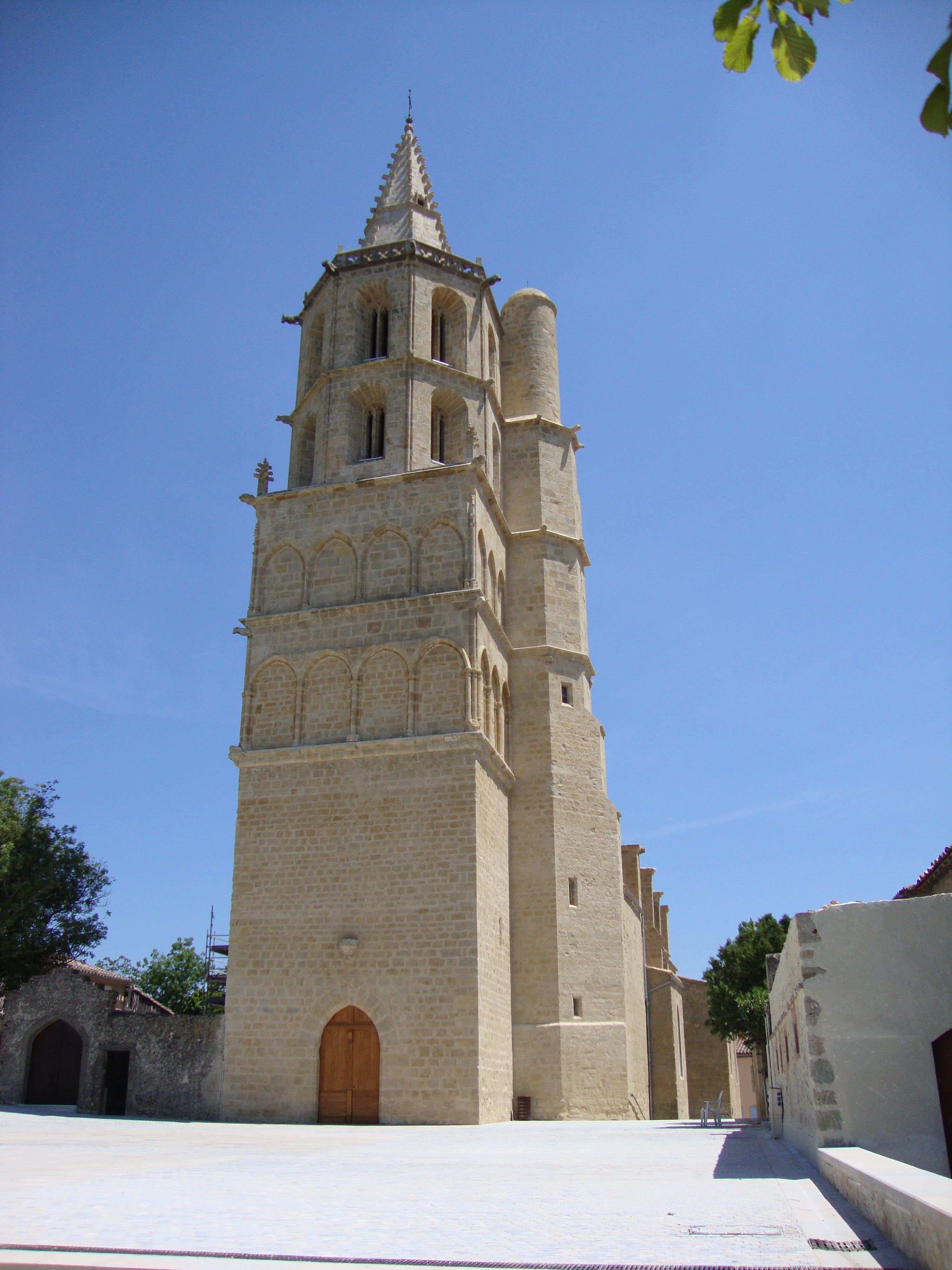
Clocher-porche de l'église Notre-Dame-des-Miracles d'Avignonet-Lauragais, XIVe siècle.

Le 28 mai 1242 à Avignonet, une troupe d’une cinquantaine de chevaliers massacre à coups de hache onze membres d’un tribunal ecclésiastique de l’Inquisition pendant leur sommeil,. La troupe, menée par Pierre-Roger de Mirepoix chef de la garnison de Montségur, était composée de chevaliers faydits, c’est-à-dire des seigneurs du Lauragais et du Razès dépossédés de leurs terres et réfugiés à Montségur. Cet attentat est l’événement déclencheur qui signe la fin du catharisme occitan. Pour les Occitans, il aurait dû être le signal d'un soulèvement général du Midi contre le roi de France, mené par Raymond VII rallié par de nombreux chevaliers faydits et allié pour l’occasion à l’Angleterre. Mais le soulèvement escompté n’eut pas lieu : les grands féodaux, duc de Bretagne, comte de Provence et roi d’Aragon, ne répondent pas à l’appel. Pire, le jeune Louis IX, aidé de son frère Alphonse de Poitiers, écrase ses vassaux révoltés, Henri III d’Angleterre et Hugues X de Lusignan, à la bataille de Taillebourg. Précédé par le comte de Foix, Raymond VII doit se soumettre au futur Saint Louis. Montségur, assiégé, se rend deux ans plus tard et 220 cathares meurent sur le bûcher (16 mars 1244). Entre récompenses de guerre et mariage, l'ensemble des terres du Lauragais finissent par devenir françaises et le Lauragais entre totalement dans le domaine royal français en 1271 après les décès d’Alphonse de Poitiers et de Jeanne de Toulouse.
Si par la suite le catharisme disparaît progressivement, il est intéressant de constater que le Lauragais tient une place importante dans un des derniers soubresauts de l’hérésie. C’est en effet à partir de Verdun que les frères Authié, proches du comte de Foix, entraînent un véritable sursaut cathare vers 1300-1310. En 1305, l’inquisiteur Geoffroy d'Ablis n’hésite pas à déporter toute la population à Carcassonne pour interrogatoire et cinq suspects d’hérésie finissent sur le bûcher. En 1309, le même inquisiteur réussit à arrêter Pierre Authié, son fils Jacques et son frère Guilhem : les derniers Bons Hommes du Lauragais sont jugés, condamnés et brûlés au bûcher l’année suivante.

## Culture

### Gastronomie
Le plat emblématique de la gastronomie du Lauragais est le cassoulet.

### Langue
Le Lauragais fait partie de l'Occitanie. Ainsi, jusqu'au XIXe siècle, l'occitan languedocien a été la langue parlée par l'ensemble de la population, essentiellement rurale, bien que la langue officielle soit le français.

### Architecture
Bon nombre d'églises du Lauragais ont la particularité de posséder un clocher-mur, construit assez souvent en briques rouges, supportant un nombre variable de cloches. Malgré ces différences de construction, l'architecture de ces clochers-murs est similaire et assez typique du Lauragais.
L'architecture traditionnelle utilise la brique foraine comme matériau dominant dans le Lauragais toulousain, alors que la partie audoise utilise la pierre calcaire.

## Personnalités liées au Lauragais

### Politiques

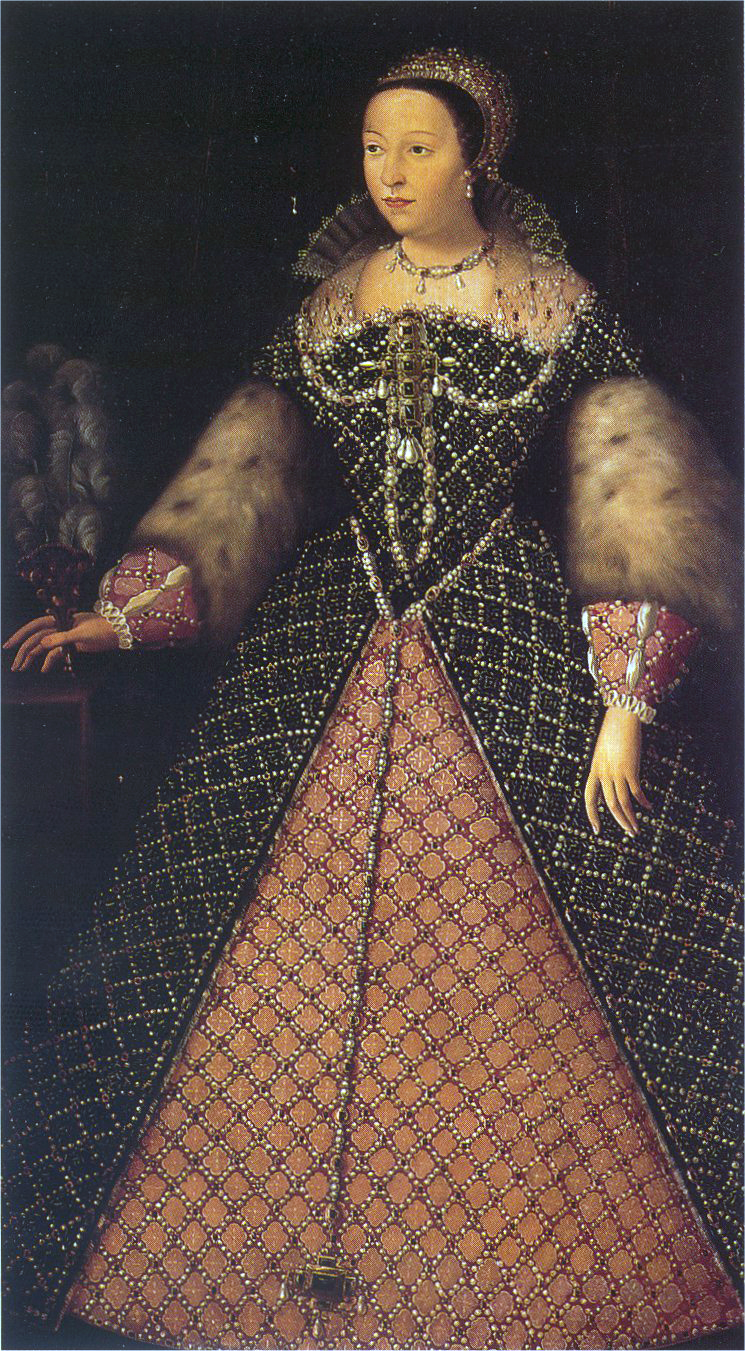
Catherine de Médicis a été comtesse du Lauragais par sa mère Madeleine de La Tour d'Auvergne.

Roger II Trencavel (1149-1194), vicomte de Béziers, de Carcassonne et d’Albi de 1167 à 1194.
Raymond VI de Toulouse (1156-1222), comte de Toulouse de 1194 à 1222.
Simon IV de Montfort (entre 1164 et 1175-1218), vicomte d’Albi, de Béziers et de Carcassonne, comte de Toulouse ; principale figure de la Croisade des Albigeois.
Raymond VII de Toulouse (1197-1249), comte de Toulouse de 1222 à 1249.
Alphonse de Poitiers (1220-1271), comte de Toulouse de 1249 à 1271 ; fondateur de bastides dans le Lauragais.
Guillaume de Nogaret (vers 1260-1313), juriste, conseiller de Philippe IV le Bel, Garde du Sceau ; né à Saint-Félix.
Guillaume Flote (vers 1280-après 1366), légiste, chancelier de Philippe VI de Valois ; seigneur de Revel.
Catherine de Médicis (1519-1589), reine de France, comtesse du Lauragais par sa mère ; elle élève le Lauragais en sénéchaussée royale (1556) ayant Castelnaudary pour chef-lieu où elle fait construire le Présidial.
Philippe de Rigaud de Vaudreuil (1643-1725), gouverneur de Montréal puis gouverneur de la Nouvelle-France ; né à Vaudreuille.
Joseph Martin-Dauch (1741-1801), homme politique, député du Tiers état pour la circonscription de Castelnaudary aux États généraux de 1789, refuse de voter en faveur du Serment du Jeu de Paume.
Antoine Estadens (1742-1814), homme politique, consul puis maire de Baziège à deux reprises, député à la Convention nationale en 1792.
Jean-François-Aimé Dejean (1749-1824), militaire et homme d’État sous la Révolution, l’Empire et la Restauration ; né à Castelnaudary.
Antoine François Andréossy (1761-1828), général, hydrographe et diplomate de la Révolution et de l’Empire ; né à Castelnaudary.
Jean François César de Guilhermy (1761-1829), ami intime du précédent, conseiller au présidial de Castelnaudary, procureur du Roi (1784), député du Tiers, Émigré, intendant de la Guadeloupe et président de chambre à la Cour des comptes ; né à Castelnaudary.
Joseph de Villèle (1773-1854), ministre sous la Restauration, chef des ultra-royalistes ; membre d’une riche famille du Lauragais (Mourvilles-Basses).
Augustin Avrial (1840-1904), communard ; né à Revel.
Vincent Auriol (1884-1966), homme d’État, président de la IVe République de 1947 à 1954 ; né à Revel.
André Méric (1913-1993), homme politique, maire de Calmont (1955-1993), conseiller général du canton de Nailloux (1945-1993), sénateur de la Haute-Garonne (1948-1988), secrétaire d’État aux Anciens combattants (1988-1991).
Pierre Izard (né en 1935), homme politique, ancien maire de Villefranche-de-Lauragais (1971-2001), ancien président du Conseil Général de la Haute-Garonne (1988-2015), président de la communauté de communes Cap Lauragais.
Alain Chatillon (né en 1943), homme politique, maire de Revel (depuis 1989), président de la Communauté de communes Lauragais Revel Sorezois , sénateur de Haute-Garonne (depuis 2008).
Georges Méric (né en 1948), homme politique, ancien maire de Nailloux (1983-2008), conseiller général du Canton de Nailloux (1993-2015), président du P.E.T.R. du Pays Lauragais, président du Conseil Départemental de la Haute-Garonne (2015-2022).
André Viola (né en 1971), homme politique, ancien maire de Bram (2003-2011), président de la communauté de communes Piège-Lauragais-Malepère, président du Conseil Départemental de l’Aude (2011-2020).

### Religieux
Dominique de Guzmán (vers 1170-1221), religieux catholique ayant prêché dans le Lauragais pendant le premier quart du XIIIe siècle, fondateur du monastère de Prouille, fondateur de l'ordre des Prêcheurs. Canonisé en 1234.
Pierre Nolasque (1189-1256/59), prêtre catholique, né au Mas-Saintes-Puelles. Canonisé en 1628.
Claude Devic (1670-1734), né à Sorèze, moine bénédictin ayant participé avec Joseph Vaissète à la rédaction de l'Histoire générale de Languedoc.
Henri Lacordaire (1802-1861), religieux, prédicateur, journaliste et homme politique ; directeur de l'abbaye-école de Sorèze à partir de 1854.
Marie-Thérèse de Soubiran (1834-1889), religieuse, fondatrice de la Congrégation des Sœurs de Marie-Auxiliatrice ; née à Castelnaudary. Béatifiée en 1946.
Elisabeth Catez (1880-1906) passe ses vacances chez des cousines, en 1894, à Carlipa, petit village de l'Aude situé aux confins du Lauragais. Déjà pianiste virtuose, elle s'entraîne sur l'orgue de l'église du village.

### Artistes, écrivains

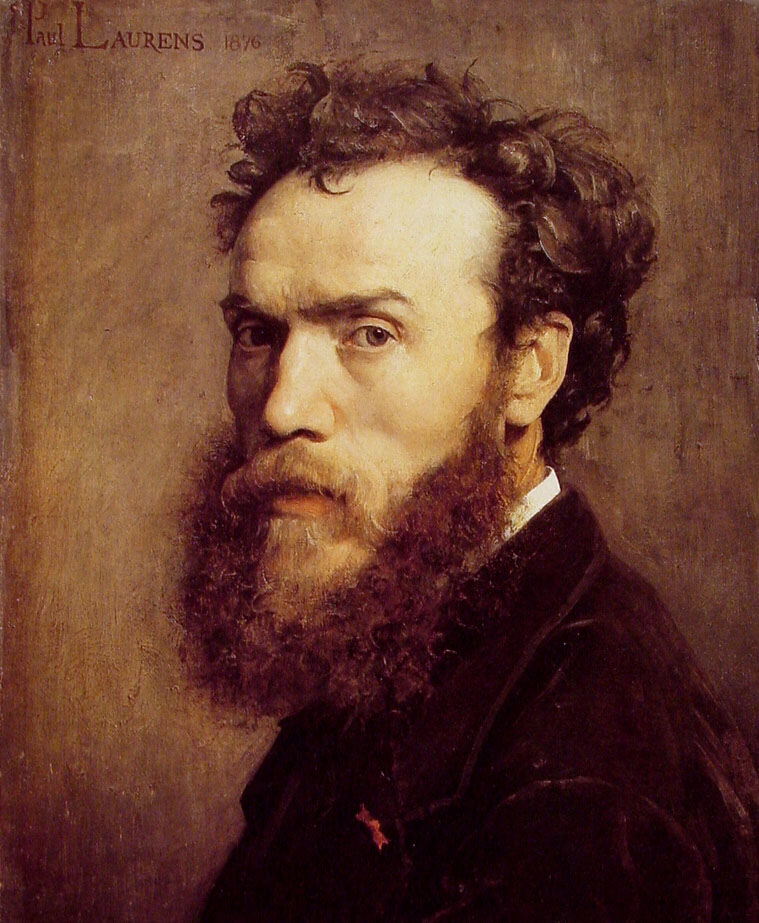
Jean-Paul Laurens, artiste emblématique du Lauragais

Arnaut Vidal (vers 1305-1324), poète de langue d’oc ; né à Castelnaudary.
Pierre-Paul Riquet (1609-1680), fermier général et entrepreneur, comte de Caraman, il a conçu et réalisé le canal du Midi.
Emmanuel de Las Cases (1766-1842), historien, mémorialiste de Napoléon Ier ; né à Blan.
Eugène de Malbos (1811-1858), peintre pyrénéiste de l'époque romantique, a vécu à Caraman.
Jean-Paul Laurens (1838-1921), peintre et sculpteur ; né à Fourquevaux.
Auguste de Paleville (1814-après 1896), journaliste et peintre ; maire de Sorèze en 1848.
Auguste Fourès (1848-1891), écrivain et poète de langue d’oc (félibre), surnommé le "géant de Castelnaudary" ; il a chanté le Lauragais entre autres à travers deux recueils, Los Grilhs (1888) et Los Cants del Solelh (1891).
Prosper Estieu (1860-1939), instituteur, journaliste, écrivain et poète de langue d’oc (félibre), né à Fendeille ; on lui doit le recueil Lou Terradou (1895), éloge poétique de son pays natal.
Déodat de Séverac (1872-1921), compositeur ; né à Saint-Félix-Lauragais.
André Lagarrigue (1886-1980), peintre ; né à Revel.
Paul Sibra (1889-1951), peintre et dessinateur, surnommé le "peintre du Lauragais" ; né à Castelnaudary.
Jean Mistler (1897-1988), homme politique, écrivain, secrétaire perpétuel de l’Académie française ; né à Sorèze, il a décrit le village de son enfance et le Lauragais du début du XXe siècle dans son autobiographie, Le Bout du monde (1968).
Guilhem de Nauroza (pseudonyme de Guillaume Lèvefaude) (1898-1993), agriculteur et poète de langue d'oc (félibre) du Mas-Saintes-Puelles ; on lui doit deux recueils, Los cants d'un grilhs (1925) et Gabèlà de cants (1954)
Georges Canguilhem (1904-1995), philosophe et médecin ; né à Castelnaudary.
Dom Robert (1907-1997), moine bénédictin, cartonnier de tapisserie ; le Musée Dom Robert et de la Tapisserie du XXe siècle de l’abbaye-école de Sorèze lui rend hommage.
Jean Cau (1925-1993), né à Bram et mort le 18 juin 1993 à Paris, écrivain, journaliste et polémiste français. Prix Goncourt 1961.
Auberon Waugh (1939-2001), journaliste et polémiste britannique francophile ; à partir de 1963, ses étés passés dans les alentours de Labécède-Lauragais lui inspirent des chroniques satiriques et absurdes qu'il publie sous forme de feuilletons dans de grands journaux londoniens puis dans un livre traduit en français en 2002, Waugh part en campagne.

### Scientifiques, ingénieurs
François Andréossy (1633-1688), ingénieur, géographe et cartographe du canal du Midi ; directeur du canal au département de Castelnaudary de 1680 à 1686.
Clément Ader (1841-1925), ingénieur, pionnier de l'aviation, il construit un prototype d'"oiseau en plumes" à Castelnaudary et fait des essais aéronautiques sur les coteaux de Villeneuve-la-Comptal.

### Entrepreneurs
Jean (1818-1900) et Pierre Get (1824-1889), distillateurs à Revel ; ils commercialisent une liqueur à la menthe (inventée dès 1796 par François Pons) qui portera bientôt leur nom, le Get 27.
Laurent Spanghero (né en 1939 à Bram), ancien joueur de rugby à XV (RC Narbonne) ; cofondateur de l’entreprise agroalimentaire A la Table de Spanghero qui, alors qu'il n'en était plus propriétaire, a été au cœur d'un scandale alimentaire.